# Oedosmylus pallidus
Oedosmylus pallidus är en insektsart som först beskrevs av Robert McLachlan 1863.
Oedosmylus pallidus ingår i släktet Oedosmylus och familjen vattenrovsländor. Inga underarter finns listade i Catalogue of Life.